# Гиперволемия
Гиперволемия — увеличение объёма циркулирующей крови и плазмы. В норме средние значения объёма циркулирующей крови и объёма циркулирующей плазмы у мужчин составляют соответственно 69 и 39 мл/кг массы тела, у женщин — 65 и 40 мл/кг массы тела.
Все причины, вызывающие гипергидратацию, приводят к развитию гиперволемии. Гиперволемия может развиться также в ответ на задержку натрия в организме вследствие нарушенной экскреции электролита. В нефрологической практике гиперволемия вследствие ретенции натрия наблюдается при остронефритическом синдроме, в олигурическую фазу острой почечной недостаточности, вследствие потребления большого количества жидкости и обструкции мочевых путей при объемнатрийзависимой гипертонии.
Сочетанное увеличение объёма внутрисосудистой жидкости и жидкости в интерстициальном пространстве выявляют при гиперволемическом варианте нефротического синдрома, застойной сердечной недостаточности, при гормональных и идиопатических отёках.
Клинически гиперволемия проявляется увеличением массы тела, малым диурезом, часто отечным синдромом, гипертоническим синдромом.
При гиперволемии, обусловленной задержкой натрия в организме, следует ограничить потребление натрия с пищей, использовать диуретики с различным механизмом действия, антагонисты натрийзадерживающих гормонов. При застойной сердечной недостаточности применяют средства, улучшающие контрактильные свойства миокарда.